# Gyrodactylus
Genre
Gyrodactylus est un genre de vers plats parasites de la classe des Monogènes (Monogenea).
Le genre comprend de nombreuses espèces. L'espèce type est Gyrodactylus elegans von Nordmann, 1832. Les différentes espèces se retrouvent sur des poissons d'eau douce, d'eau de mer ou d'eau saumâtres.

## Cycle de vie
Les monogènes sont des ectoparasites d'organismes aquatiques (principalement de poissons, chez lesquels ils vivent sur les branchies et les nageoires, et parfois la cavité buccale). Ils sont caractérisés par leur cycle de vie direct (œuf, larve, adulte) à un hôte unique. Certains genres, comme Gyrodactylus, s'écartent de cette tendance.
Aussi surnommés « poupées russes tueuses », les Gyrodactylus sont vivipares et pratiquent la polyembryonie, où un individu unique peut porter plusieurs générations prêtes à être relâchées dans l'environnement,.

## Liste des espèces
Selon WoRMS (site consulté le 15 décembre 2021), il y a plus de 600 espèces, incluant :
- Gyrodactylus acanthorhodei Ergens & Yukhimenko, 1975
- Gyrodactylus ackerti Mizelle & Kritsky, 1967
- Gyrodactylus actzu García-Vásquez, Razo-Mendivil & Rubio-Godoy, 2015
- Gyrodactylus adspersi Cone & Wiles, 1983
- Gyrodactylus aeglefini Bychowsky & Polyansky, 1953
- Gyrodactylus afghanensis Ergens, 1979
- Gyrodactylus aggregatus Mizelle & Kritsky, 1967
- Gyrodactylus aideni Mullen, Cone, Easy & Burt, 2010
- Gyrodactylus ajime Nitta, 2021
- Gyrodactylus aksuensis Ergens & Karabekova, 1980
- Gyrodactylus alabamensis Rogers, 1968
- Gyrodactylus albeoli Rogers, 1968
- Gyrodactylus alberti Paperna, 1973
- Gyrodactylus albolacustris Lumme, Ziętara & Lebedeva, 2017
- Gyrodactylus aldrichi Threlfall, 1974
- Gyrodactylus alekosi Přikrylová, Blažek, Maarten & Vanhove, 2012
- Gyrodactylus alexanderi Mizelle & Kritsky, 1967
- Gyrodactylus alexgusevi Ziętara & Lumme, 2003
- Gyrodactylus alviga Dmitrieva & Gerasev, 2000
- Gyrodactylus ambystomae Mizelle, Kritsky & McDougal, 1969
- Gyrodactylus ammodyti Zhukov, 1960
- Gyrodactylus amphibius Lebedeva, Muñoz & Lumme, 2021
- Gyrodactylus amphiliusi Paperna, 1973
- Gyrodactylus anabantii Paperna, 1973
- Gyrodactylus anarhichatis Mo & Lile, 1998
- Gyrodactylus angorae Ergens & Ibragimov, 1979
- Gyrodactylus anguillae Ergens, 1960
- Gyrodactylus anisopharynx Popazoglo & Boeger, 2000
- Gyrodactylus antarcticus Gusev, 1967
- Gyrodactylus anudarinae Ergens & Dulmaa, 1968
- Gyrodactylus apazapanensis García-Vásquez, Razo- Mendivil & Rubio-Godoy, 2015
- Gyrodactylus aphredoderi Rogers & Wellborn, 1965
- Gyrodactylus aphyae Malmberg, 1957
- Gyrodactylus aquilinus Threlfall, 1974
- Gyrodactylus arcuatoides Huyse, Malmberg & Volckaert, 2004
- Gyrodactylus arcuatus Bychowsky, 1933
- Gyrodactylus armatus Crane & Mizelle, 1967
- Gyrodactylus asiaticus Ergens, 1978
- Gyrodactylus asperus Rogers, 1967
- Gyrodactylus atherinae Bychowsky, 1933
- Gyrodactylus atratuli Putz & Hoffman, 1963
- Gyrodactylus aurorae Mizelle, Kritsky & McDougal, 1969
- Gyrodactylus australis Gusev, 1966
- Gyrodactylus avalonia Hanek & Threlfall, 1969
- Gyrodactylus baeacanthus Wellborn & Rogers, 1967
- Gyrodactylus baicalensis Bogolepova, 1950
- Gyrodactylus bairdi Wood & Mizelle, 1957
- Gyrodactylus barbatuli Achmerov, 1952
- Gyrodactylus barbi Ergens, 1976
- Gyrodactylus benedeni Vanhove & Huyse in Vanhove, Economou, Zogaris, Giakoumi, Zanella, Volckaert & Huyse, 2013
- Gyrodactylus bimaculatus An, Jara & Cone, 1991
- Gyrodactylus bimicroforatus Jin, 1993
- Gyrodactylus bios Vanhove & Huyse in Vanhove, Economou, Zogaris, Giakoumi, Zanella, Volckaert & Huyse, 2013
- Gyrodactylus birmani Konovalov, 1967
- Gyrodactylus bliccensis Gläser, 1974
- Gyrodactylus bodegensis Mizelle & Kritsky, 1967
- Gyrodactylus bohemicus Ergens, 1992
- Gyrodactylus bolonensis Ergens & Yukhimenko, 1975
- Gyrodactylus botnicus Lumme, Ziętara & Lebedeva, 2017
- Gyrodactylus brachymystacis Ergens, 1978
- Gyrodactylus branchialis Huyse, Malmberg & Volckaert, 2004
- Gyrodactylus branchicus Malmberg, 1964
- Gyrodactylus branchius Mizelle & Kritsky, 1967
- Gyrodactylus bretinae Wellborn, 1967
- Gyrodactylus breviradix Vega, Razzolini, Arbetman & Viozzi, 2019
- Gyrodactylus brevis Crane & Mizelle, 1967
- Gyrodactylus bubyri Osmanov, 1965
- Gyrodactylus bueni Bueno-Silva & Boeger, 2014
- Gyrodactylus bulbacanthus Mayes, 1977
- Gyrodactylus bullatarudis Turnbull, 1956
- Gyrodactylus bychowskianus Bogolepova, 1950
- Gyrodactylus byrdi Hargis & Dillon, 1968
- Gyrodactylus caledoniensis Shinn, Sommerville & Gibson, 1995
- Gyrodactylus californiensis Mizelle & Kritsky, 1967
- Gyrodactylus callariatis Malmberg, 1957
- Gyrodactylus callawayensis Mayes, 1977
- Gyrodactylus cameroni Hanek & Threlfall, 1969
- Gyrodactylus camerunensis Nack, Bilong & Euzet, 2005
- Gyrodactylus campostomae Wellborn, 1967
- Gyrodactylus canadensis Hanek & Threlfall, 1969
- Gyrodactylus capoetai Ergens & Ibragimov, 1976
- Gyrodactylus carassii Malmberg, 1957
- Gyrodactylus carolinae Boeger, Ferreira, Vianna & Patella, 2014
- Gyrodactylus carpio Kritsky & Mizelle, 1968
- Gyrodactylus catesbeianae Wootton, Ryan, Demaree & Critchfield, 1993
- Gyrodactylus centronoti Hargis & Dillon, 1968
- Gyrodactylus cernuae Malmberg, 1957
- Gyrodactylus charon Vanhove & Huyse in Vanhove, Economou, Zogaris, Giakoumi, Zanella, Volckaert & Huyse, 2013
- Gyrodactylus chiapaneco García‑Vásquez, Pinacho‑Pinacho, Guzmán‑Valdivieso, Salgado‑Maldonado & Rubio‑Godoy, 2019
- Gyrodactylus chileani Ziętara, Lebedeva, Muñoz & Lumme, 2012
- Gyrodactylus chitandiri Zahradníčková, Barson, Luus-Powell & Přikrylová, 2016
- Gyrodactylus chologastris Mizelle, Whittaker & McDougal, 1969
- Gyrodactylus chondrostomi Ergens, 1967
- Gyrodactylus cichlidarum Paperna, 1968
- Gyrodactylus clarii Paperna, 1973
- Gyrodactylus cobitis Bychowsky, 1933
- Gyrodactylus colemanensis Mizelle & Kritsky, 1967
- Gyrodactylus comephori Bogolepova, 1950
- Gyrodactylus commersoni Threlfall, 1974
- Gyrodactylus coriicepsi Rokicka, Lumme & Ziętara, 2009
- Gyrodactylus corleonis Paladini, Cable Fioravanti, Faria & Shinn, 2010
- Gyrodactylus corti Mizelle & Kritsky, 1967
- Gyrodactylus corydori Bueno-Silva & Boeger, 2009
- Gyrodactylus costaricensis Kritsky & Fritts, 1970
- Gyrodactylus costatae Ergens & Gusev, 1976
- Gyrodactylus cotti Roman, 1956
- Gyrodactylus cottinus Zhukov, 1960
- Gyrodactylus couesius Wood & Mizelle, 1957
- Gyrodactylus cranei Mizelle & Kritsky, 1967
- Gyrodactylus crenilabri Zaika, 1966
- Gyrodactylus cryptarum Malmberg, 1970
- Gyrodactylus crysoleucas Mizelle & Kritsky, 1967
- Gyrodactylus ctenopomi Paperna, 1973
- Gyrodactylus curemae Conroy & Conroy, 1985
- Gyrodactylus curiosus Gusev, 1955
- Gyrodactylus cyclopteri Scyborskaya, 1948
- Gyrodactylus cylindriformis Mueller & Van Cleave, 1932
- Gyrodactylus cyprini Diarova, 1964
- Gyrodactylus cyprinodonti Paperna, 1968
- Gyrodactylus cyprinodontis Mizelle & Kritsky, 1967
- Gyrodactylus cytophagus Paperna, 1968
- Gyrodactylus dakotensis Leiby, Kritsky & Peterson, 1972
- Gyrodactylus danastriae Lumme, Ziętara & Lebedeva, 2017
- Gyrodactylus decemmaculati Vega, Razzolini, Arbetman & Viozzi, 2019
- Gyrodactylus dechtiari Hanek & Fernando, 1971
- Gyrodactylus decorus Malmberg, 1957
- Gyrodactylus derjavini Mikailov, 1975
- Gyrodactylus derjavinoides Malmberg, Collins, Cunningham & Jalali, 2007
- Gyrodactylus dogieli Poljansky, 1955
- Gyrodactylus donghuensis Yao, 2002
- Gyrodactylus dorlodoti Vanhove & Huyse in Vanhove, Economou, Zogaris, Giakoumi, Zanella, Volckaert & Huyse, 2013
- Gyrodactylus dorosomae Rogers, 1975
- Gyrodactylus douglasadamsi Vanhove & Huyse in Vanhove, Economou, Zogaris, Giakoumi, Zanella, Volckaert & Huyse, 2013
- Gyrodactylus dulmaae Ergens, 1970
- Gyrodactylus dykovae Ergens, 1991
- Gyrodactylus dzhalilovi Ergens & Ashurova, 1984
- Gyrodactylus editus Dzhalilov & Ashurova, 1980
- Gyrodactylus egregius Wood & Mizelle, 1957
- Gyrodactylus egusae Ogawa & Hioki, 1986
- Gyrodactylus elegans von Nordmann, 1832
- Gyrodactylus elegini Bychowsky, 1948
- Gyrodactylus elongatus Mizelle & Kritsky, 1967
- Gyrodactylus emembranatus Malmberg, 1970
- Gyrodactylus ensatus Mizelle, Kritsky & Bury, 1968
- Gyrodactylus eos Mayes, 1977
- Gyrodactylus ergensi Přikrylová, Matějusová, Musilová & Gelnar, 2009
- Gyrodactylus errabundus Malmberg, 1970
- Gyrodactylus esomi Ergens & Scholz, 1992
- Gyrodactylus etheostomae Wellborn & Rogers, 1967
- Gyrodactylus eucaliae Ikezaki & Hoffman, 1957
- Gyrodactylus eutheraponensis Venkatanarsaiah & Kulkarni, 1980
- Gyrodactylus euzeti Prost, 1993
- Gyrodactylus exocoeti Gichenok, 1979
- Gyrodactylus eyipayipi Vaughan, Christison, Hansen & Shinn, 2010
- Gyrodactylus fairporti Van Cleave, 1921
- Gyrodactylus fernandoi Hanek & Furtado, 1973
- Gyrodactylus flavescensis Huyse, Malmberg & Volckaert, 2004
- Gyrodactylus flesi Malmberg, 1957
- Gyrodactylus flexibiliradix Malmberg, 1970
- Gyrodactylus fossilis Lupu & Roman, 1956
- Gyrodactylus freemani Hanek & Fernando, 1971
- Gyrodactylus fryi Cone & Dechtiar, 1984
- Gyrodactylus funduli Hargis, 1955
- Gyrodactylus fuscus Ha Ky, 1968
- Gyrodactylus gambusiae Rogers & Wellborn, 1965
- Gyrodactylus gasterostei Gläser, 1974
- Gyrodactylus gelnari Přikrylová, Blažek, Maarten & Vanhove, 2012
- Gyrodactylus gemini Ferraz, Shinn & Sommerville, 1994
- Gyrodactylus geophagensis Boeger & Popazoglo, 1995
- Gyrodactylus gerdi Bychowsky, 1948
- Gyrodactylus ginestrae Kvach, Ondračková, Seifertová & Hulak, 2019
- Gyrodactylus glaeseri Ergens, 1980
- Gyrodactylus glehnii Ergens & Yukhimenko, 1973
- Gyrodactylus gloriosi Rogers, 1968
- Gyrodactylus gnathopogonis Ergens & Gusev, 1975
- Gyrodactylus gobiensis Gläser, 1974
- Gyrodactylus gobii Schulman, 1953
- Gyrodactylus gobioninum Gusev, 1955
- Gyrodactylus goerani Hanek & Fernando, 1971
- Gyrodactylus gondae Huyse, Malmberg & Volckaert, 2004
- Gyrodactylus gracilihamatus Malmberg, 1964
- Gyrodactylus granoei You, Guo, King & Cone, 2011
- Gyrodactylus groenlandicus Levinsen, 1881
- Gyrodactylus groschafti Ergens, 1973
- Gyrodactylus guatopotei García‑Vásquez, Pinacho‑Pinacho, Guzmán‑Valdivieso, Salgado‑Maldonado & Rubio‑Godoy, 2019
- Gyrodactylus gurleyi Price, 1937
- Gyrodactylus gvosdevi Ergens & Kartunova, 1991
- Gyrodactylus gymneli Zhukov, 1960
- Gyrodactylus haiteji Ergens & Yukhimenko, 1986
- Gyrodactylus haplochromi Paperna, 1973
- Gyrodactylus harengi Malmberg, 1957
- Gyrodactylus hellemansi Vanhove & Huyse in Vanhove, Economou, Zogaris, Giakoumi, Zanella, Volckaert & Huyse, 2013
- Gyrodactylus hemibarbi Ergens, 1980
- Gyrodactylus hemiculteris Ergens & Gusev, 1975
- Gyrodactylus hemivicinus Ergens & Daniyarov, 1976
- Gyrodactylus heterodactylus Rogers & Wellborn, 1965
- Gyrodactylus hildae García-Vásquez, Hansen, Christison, Bron & Shinn, 2011
- Gyrodactylus hoffmani Wellborn & Rogers, 1967
- Gyrodactylus honghuensis Zhang & Ji, 1978
- Gyrodactylus hrabei Ergens, 1957
- Gyrodactylus hunanensis Yao, 2002
- Gyrodactylus hyderabadensis Venkatanarsaiah, 1979
- Gyrodactylus hypophthalmichthydis Ling, 1962
- Gyrodactylus ibragimovi Ergens, 1980
- Gyrodactylus ictaluri Rogers, 1967
- Gyrodactylus ihkahuili García-Vásquez, Razo-Mendivil & Rubio-Godoy, 2015
- Gyrodactylus illigatus Rogers, 1968
- Gyrodactylus imperialis Mizelle & Kritsky, 1967
- Gyrodactylus incognitus Ergens & Gusev, 1980
- Gyrodactylus inesperatus Boeger, Ferreira, Vianna & Patella, 2014
- Gyrodactylus iunuri García-Vásquez, Guzmán-Valdivieso, Razo-Mendivil & Rubio-Godoy, 2017
- Gyrodactylus ivindoensis Price & Gery, 1968
- Gyrodactylus jalalii Vanhove, Boeger, Muterezi Bukinga, Volkaert, Huyse & Pariselle, 2012
- Gyrodactylus japonicus Kikuchi, 1929
- Gyrodactylus jarocho Rubio-Godoy, Paladini, García-Vásquez & Shinn, 2010
- Gyrodactylus jennyae Paetow, Cone, Huyse, McLaughlin & Marcogliese, 2009
- Gyrodactylus jiroveci Ergens & Bychowsky, 1967
- Gyrodactylus joi Ogawa & Hioki, 1986
- Gyrodactylus jussii Ziętara & Lumme, 2003
- Gyrodactylus kafirniganensis Ergens & Daniyarov, 1976
- Gyrodactylus karabekovi Gvosdev & Baimagambetov, 1993
- Gyrodactylus karatagensis Ergens & Allamaturov, 1972
- Gyrodactylus katamba García-Vásquez, Guzmán-Valdivieso, Razo-Mendivil & Rubio-Godoy, 2017
- Gyrodactylus katharineri Malmberg, 1964
- Gyrodactylus kearni Ergens, 1990
- Gyrodactylus kessleri Gvosdev & Martechov, 1953
- Gyrodactylus kherulensis Ergens, 1974
- Gyrodactylus kobayashii Hukuda, 1940
- Gyrodactylus konovalovi Ergens, 1976
- Gyrodactylus kottelati Ergens & Scholz, 1992
- Gyrodactylus kutikovana Malmberg, 1964
- Gyrodactylus kyogae Paperna, 1973
- Gyrodactylus lacusgrandis Hanek & Threlfall, 1970
- Gyrodactylus lacustricolae Rogers, 1967
- Gyrodactylus lacustris Mizelle & Kritsky, 1967
- Gyrodactylus laevis Malmberg, 1957
- Gyrodactylus laevisoides King, Cone, Mackley & Bentzen, 2013
- Gyrodactylus lagowskii Ergens, 1980
- Gyrodactylus lambanus Rogers, 1967
- Gyrodactylus lamberti Ergens, 1990
- Gyrodactylus lamothei Mendoza-Palmero, Sereno-Uribe & Salgado-Maldonado, 2009
- Gyrodactylus laruei Kritsky & Mizelle, 1968
- Gyrodactylus lateolabrax Yang & Liu in Zhang, Yang & Liu, 2001
- Gyrodactylus latus Bychowsky, 1933
- Gyrodactylus lavareti Malmberg, 1957
- Gyrodactylus lebiasinus An, Jara & Cone, 1991
- Gyrodactylus lefua Gusev, 1955
- Gyrodactylus lenoki Gusev, 1953
- Gyrodactylus leopardinus Dmitrieva & Skidan, 2005
- Gyrodactylus leptorhynchi Cone, Appy, Baggett, King, Gilmore & Abbott, 2013
- Gyrodactylus leucisci Zitnan, 1964
- Gyrodactylus lichuanensis Yao, 2002
- Gyrodactylus lilianae Razzolini, Murari, Baldisserotto & Boeger, 2019
- Gyrodactylus limi Wood & Mizelle, 1957
- Gyrodactylus limneus Malmberg, 1964
- Gyrodactylus lineadactylus Wellborn, 1967
- Gyrodactylus lingulatus Rogers, 1968
- Gyrodactylus llewellyni Ergens & Dulmaa, 1967
- Gyrodactylus lomi Ergens & Gelnar, 1988
- Gyrodactylus longidactylus Geets, Malmberg & Ollevier, 1998
- Gyrodactylus longihamus Gvosdev & Baimagambetov, 1993
- Gyrodactylus longipes Paladini, Hansen, Fioravanti & Shinn, 2011
- Gyrodactylus longiradix Malmberg, 1957
- Gyrodactylus longoacuminatus Zitnan, 1964
- Gyrodactylus lotae Gusev, 1953
- Gyrodactylus lucii Kulakovskaya, 1952
- Gyrodactylus luciopercae Gusev, 1962
- Gyrodactylus luckyi Ergens, 1970
- Gyrodactylus lythruri Rogers, 1975
- Gyrodactylus macracanthus Hukuda, 1940
- Gyrodactylus macrochiri Hoffman & Putz, 1964
- Gyrodactylus macrocornis Ergens, 1963
- Gyrodactylus macronychus Malmberg, 1957
- Gyrodactylus maculatus Ha Ky, 1968
- Gyrodactylus maculosi Cone & Rotn, 1993
- Gyrodactylus magadiensis Dos Santos, Maina & Avenant-Oldewage, 2019
- Gyrodactylus magniclypeus Rogers, 1968
- Gyrodactylus magnificus Malmberg, 1957
- Gyrodactylus magnus Konovalov, 1967
- Gyrodactylus major Bueno-Silva & Boeger, 2014
- Gyrodactylus malalai Přikrylová, Blazek & Gelnar, 2012
- Gyrodactylus malmbergensis Prost, 1974
- Gyrodactylus malmbergi Ergens, 1961
- Gyrodactylus mantschuricus Ergens & Yukhimenko, 1977
- Gyrodactylus margaritae Putz & Hoffman, 1963
- Gyrodactylus marinus Bychowsky & Polyansky, 1953
- Gyrodactylus marjami Allamaturov & Gusev, 1969
- Gyrodactylus markakulensis Gvosdev, 1950
- Gyrodactylus markewitschi Kulakovskaya, 1952
- Gyrodactylus marplatensis Taglioretti, García-Vásquez, Rossin, Pinacho-Pinacho, Rubio-Godoy & Timi, 2020
- Gyrodactylus masu Ogawa, 1986
- Gyrodactylus matovi Ergens & Kakacheva-Avramova, 1966
- Gyrodactylus medaka Nitta & Nagasawa, 2018
- Gyrodactylus mediotorus King, Marcogliese, Forest, McLaughlin & Bentzen, 2013
- Gyrodactylus medius Kathariner, 1895
- Gyrodactylus meelkopae Vanhove & Huyse in Vanhove, Economou, Zogaris, Giakoumi, Zanella, Volckaert & Huyse, 2013
- Gyrodactylus melas Ondračková, Seifertová & Leis in Ondračková, Seifertová, Bryjová, Leis & Jurajda, 2020
- Gyrodactylus menschikowi Gvosdev, 1950
- Gyrodactylus mexicanus Mendoza-Palmero, Sereno-Uribe & Salgado-Maldonado, 2009
- Gyrodactylus micracanthus Hukuda, 1940
- Gyrodactylus microalestis Paperna, 1968
- Gyrodactylus microanchoratus Mo & Lile, 1998
- Gyrodactylus microdactylus García-Vásquez, Razo-Mendivil & Rubio-Godoy, 2015
- Gyrodactylus micropogonus Wood & Mizelle, 1957
- Gyrodactylus micropsi Glaser, 1974
- Gyrodactylus micropteri Nicola & Cone, 1987
- Gyrodactylus mikailovi Ergens & Ibragimov, 1976
- Gyrodactylus milleri Harris & Cable, 2000
- Gyrodactylus minimus Malmberg, 1957
- Gyrodactylus minytremae Wellborn, 1967
- Gyrodactylus mirabilis Mizelle & Kritsky, 1967
- Gyrodactylus misgurni Ling, 1962
- Gyrodactylus mizellei Kritsky & Leiby, 1971
- Gyrodactylus mobilensis Williams & Rogers, 1971
- Gyrodactylus mojarrae Mendoza-Palmero, Blasco-Costa & Pérez- Ponce de León, 2019
- Gyrodactylus moldovicus Gerasev, Dmitrieva & Moshu, 2005
- Gyrodactylus molnari Ergens, 1978
- Gyrodactylus molweni Christison, Vaughan, Shinn & Hansen, 2021
- Gyrodactylus mongolicus Ergens & Dulmaa, 1970
- Gyrodactylus monstruosus Gusev, 1955
- Gyrodactylus montanus Bychowsky, 1957
- Gyrodactylus montealbani García-Vásquez, Pinacho-Pinacho, Martínez-Ramírez & Rubio-Godoy, 2018
- Gyrodactylus moraveci Ergens, 1979
- Gyrodactylus mugelus Rawson, 1973
- Gyrodactylus mugili Zhukov, 1970
- Gyrodactylus mutabilitas Bychowsky, 1957
- Gyrodactylus nagibinae Gusev, 1962
- Gyrodactylus nainum Hanek & Threlfall, 1970
- Gyrodactylus nannus Rogers, 1968
- Gyrodactylus narzikulovi Ergens & Dzhalilov, 1979
- Gyrodactylus nataliae Rogers, 1967
- Gyrodactylus navarroensis Crane & Mizelle, 1967
- Gyrodactylus nebraskensis Mayes, 1977
- Gyrodactylus nebulosus Kritsky & Mizelle, 1968
- Gyrodactylus neili LeBlanc, Hansen, Burt & Cone, 2007
- Gyrodactylus nemacheili Bychowsky, 1936
- Gyrodactylus neotropicalis Kritsky & Fritts, 1970
- Gyrodactylus neretum Paladini, Cable Fioravanti, Faria & Shinn, 2010
- Gyrodactylus nerkae Cone, Beverley-Burton, Wiles & McDonald, 1983
- Gyrodactylus nevadensis Mizelle & Kritsky, 1967
- Gyrodactylus nigritae Přikrylová, Blažek & Vanhove, 2012
- Gyrodactylus nigrum Rogers, 1975
- Gyrodactylus nipponensis Ogawa & Egusa, 1978
- Gyrodactylus nordmanni Ergens & Dulmaa, 1970
- Gyrodactylus notatae King, Forest & Cone, 2009
- Gyrodactylus nudifronsi Rokicka, Lumme & Ziętara, 2009
- Gyrodactylus nyanzae Paperna, 1973
- Gyrodactylus nyongensis Nack, Bilong & Euzet, 2005
- Gyrodactylus occupatus Zahradníčková, Barson, Luus-Powell & Přikrylová, 2016
- Gyrodactylus olsoni Mizelle & Kritsky, 1967
- Gyrodactylus ophiocephali Gusev, 1955
- Gyrodactylus orecchiae Paladini, Cable, Fioravanti, Faria, Di Cave & Shinn, 2009
- Gyrodactylus oreoleucisci Ergens & Dulmaa, 1970
- Gyrodactylus osoblahensis Ergens, 1963
- Gyrodactylus ostendicus Huyse & Malmberg, 2004
- Gyrodactylus ouluensis Kuusela, Ziętara & Lumme, 2008
- Gyrodactylus oxycephali Achmerov, 1952
- Gyrodactylus pacificus Mizelle & Kritsky, 1967
- Gyrodactylus pakan Razo-Mendivil, García-Vásquez & Rubio-Godoy, 2016
- Gyrodactylus paludinosus Truter, Smit, Malherbe & Přikrylová, 2021
- Gyrodactylus pampeanus Taglioretti, García-Vásquez, Rossin, Pinacho-Pinacho, Rubio-Godoy & Timi, 2020
- Gyrodactylus pannonicus Molnár, 1968
- Gyrodactylus papernai Ergens & Bychowsky, 1967
- Gyrodactylus parabotia Yao, 2002
- Gyrodactylus paraminimus Ergens, 1966
- Gyrodactylus paranemacheili Ergens & Bychowsky, 1967
- Gyrodactylus parasiluri Hwang, 1964
- Gyrodactylus pardalidis Ogawa & Inouye, 1997
- Gyrodactylus parisellei Zahradníčková, Barson, Luus-Powell & Přikrylová, 2016
- Gyrodactylus parvae You, Easy & Cone, 2008
- Gyrodactylus parvicirrus Rogers, 1975
- Gyrodactylus parvus Bychowsky, 1936
- Gyrodactylus patersoni King, Bentzen & Cone, 2014
- Gyrodactylus pavlovskyi Ergens & Bychowsky, 1967
- Gyrodactylus perccotti Ergens & Yukhimenko, 1973
- Gyrodactylus percinae Rogers & Wellborn, 1965
- Gyrodactylus percnuri Prost, 1975
- Gyrodactylus perforatus Mizelle & Kritsky, 1967
- Gyrodactylus perlucidus Bykhovsky & Polyansky, 1953
- Gyrodactylus pewzowi Ergens, 1980
- Gyrodactylus pharyngicus Malmberg, 1964
- Gyrodactylus phoxini Malmberg, 1957
- Gyrodactylus pictae Cable, Oosterhout, Barson & Harris, 2005
- Gyrodactylus pimelodellus An, Jara & Cone, 1991
- Gyrodactylus pisculentus Williams, Kritsky, Dunnigan, Lash & Klein, 2008
- Gyrodactylus planensis Mayes, 1977
- Gyrodactylus plecoglossi Ogawa & Egusa, 1978
- Gyrodactylus pleuronecti Cone, 1981
- Gyrodactylus plotosi Mayes & Brooks, 1977
- Gyrodactylus plumbeae Threlfall, 1974
- Gyrodactylus poeciliae Harris & Cable, 2000
- Gyrodactylus pomeraniae Kuusela, Ziętara & Lumme, 2008
- Gyrodactylus presidencyus Jha, Ray & Homechaudhuri, 2002
- Gyrodactylus procerus Lux, 1990
- Gyrodactylus prostae Ergens, 1963
- Gyrodactylus proterorhini Ergens, 1967
- Gyrodactylus protruberus Rogers & Wellborn, 1965
- Gyrodactylus proximus Bychowsky & Poljansky, 1953
- Gyrodactylus pseudobullatarudis García-Vásquez, Razo-Mendivil & Rubio-Godoy, 2015
- Gyrodactylus pseudonemacheili Ergens & Bychowsky, 1967
- Gyrodactylus pterygialis Bychowsky & Polyansky, 1953
- Gyrodactylus pungitii Malmberg, 1964
- Gyrodactylus quadratidigitus Longshaw, Pursglove & Shinn, 2003
- Gyrodactylus rachelae Price & McMahon, 1967
- Gyrodactylus rafinesqueii Weddle & Cone, 1997
- Gyrodactylus raipurensis Dubey, Gupta & Agarwal, 1993
- Gyrodactylus rarus Wegener, 1910
- Gyrodactylus rasini Lucky, 1973
- Gyrodactylus recurvensis Rukmini & Madhavi, 1989
- Gyrodactylus rhigophilae Hargis & Dillon, 1968
- Gyrodactylus rhinichthius Wood & Mizelle, 1957
- Gyrodactylus rhinogobius Ling in Chen et al., 1973
- Gyrodactylus rhodei Zitnan, 1964
- Gyrodactylus richardsonius Wood & Mizelle, 1957
- Gyrodactylus rivularae You, Li, King & Cone, 2011
- Gyrodactylus robustus Malmberg, 1957
- Gyrodactylus rogatensis Harris, 1985
- Gyrodactylus rogersi Mizelle & Kritsky, 1967
- Gyrodactylus rubripedis Ogawa & Inouye, 1997
- Gyrodactylus rubrofluviatilis McAllister, Cloutman, Robison & Neely, 2019
- Gyrodactylus rugiensis Glaser, 1974
- Gyrodactylus rugiensoides Huyse & Volckaert, 2002
- Gyrodactylus rutilensis Glaser, 1974
- Gyrodactylus rysavyi Ergens, 1973
- Gyrodactylus salaris Malmberg, 1957
- Gyrodactylus salinae Paladini, Huyse & Shinn, 2011
- Gyrodactylus salmonis Yin & Sproston, 1948
- Gyrodactylus salvelini Kuusela, Ziętara & Lumme, 2008
- Gyrodactylus samirae Popazoglo & Boeger, 2000
- Gyrodactylus saratogensis Mizelle & Kritsky, 1967
- Gyrodactylus scardiniensis Gläser, 1974
- Gyrodactylus scartichthi Lebedeva, Muñoz & Lumme, 2021
- Gyrodactylus schmidti Kritsky & Leiby, 1971
- Gyrodactylus scleromystaci Bueno-Silva & Boeger, 2014
- Gyrodactylus sculpinus Crane & Mizelle, 1967
- Gyrodactylus sedelnikowi Gvosdev, 1950
- Gyrodactylus seravschani Osmanov, 1965
- Gyrodactylus sergeji Ergens, 1988
- Gyrodactylus shariffi Cone, Arthur & Bondad-Reantaso, 1995
- Gyrodactylus shinni García‑Vásquez. Pinacho‑Pinacho, Guzmán‑Valdivieso, Calixto‑Rojas & Rubio‑Godoy, 2021
- Gyrodactylus shorti Holliman, 1963
- Gyrodactylus shulmani Ling, 1962
- Gyrodactylus sibiricus Ergens, 1980
- Gyrodactylus slendrus An, Jara & Cone, 1991
- Gyrodactylus slovacicus Ergens, 1963
- Gyrodactylus sommervillae Turgut, Shinn, Wootten & Yeomans, 1999
- Gyrodactylus somnaensis Ergens & Yukhimenko, 1990
- Gyrodactylus spathulatus Mueller, 1936
- Gyrodactylus sphinx Dmitrieva & Gerasev, 2000
- Gyrodactylus sprostonae Ling, 1962
- Gyrodactylus stankowici Ergens, 1970
- Gyrodactylus stegurus Mueller, 1937
- Gyrodactylus stellatus Crane & Mizelle, 1967
- Gyrodactylus stephanus Mueller, 1937
- Gyrodactylus strelkovi Ergens & Danilov, 1983
- Gyrodactylus stunkardi Kritsky & Mizelle, 1968
- Gyrodactylus sturmbaueri Vanhove, Snoeks, Volckaert & Huyse, 2011
- Gyrodactylus superbus (Szidat, 1973) Popazoglo & Boeger, 2000
- Gyrodactylus syngnathi Appleby, 1996
- Gyrodactylus synodonti Přikrylová, Blažek, Maarten & Vanhove, 2012
- Gyrodactylus szanagai Ergens, 1971
- Gyrodactylus taimeni Ergens, 1971
- Gyrodactylus takoke García-Vásquez, Razo-Mendivil & Rubio-Godoy, 2015
- Gyrodactylus teken Razo-Mendivil, García-Vásquez & Rubio-Godoy, 2016
- Gyrodactylus tenesseensis Rogers, 1968
- Gyrodactylus tepari García-Vásquez, Guzmán-Valdivieso, Razo-Mendivil & Rubio-Godoy, 2017
- Gyrodactylus teuchis Lautraite, Blanc, Thiery, Daniel & Vigneulle, 1999
- Gyrodactylus thlapi Christison, Shinn & Van As, 2005
- Gyrodactylus thymalli Zitnan, 1960
- Gyrodactylus thysi Vanhove, Snoeks, Volckaert & Huyse, 2011
- Gyrodactylus tibetanus Dzhalilov, 1980
- Gyrodactylus ticuchi Pinacho-Pinacho, Calixto-Rojas, García-Vásquez, Guzmán-Valdivieso, Barrios-Gutiérrez & Rubio-Godoy, 2021
- Gyrodactylus tincae Malmberg, 1957
- Gyrodactylus tlaloci García‑Vásquez, Pinacho‑Pinacho, Guzmán‑Valdivieso, Salgado‑Maldonado & Rubio‑Godoy, 2019
- Gyrodactylus tobala Pinacho-Pinacho, Calixto-Rojas, García-Vásquez, Guzmán-Valdivieso, Barrios-Gutiérrez & Rubio-Godoy, 2021
- Gyrodactylus tokobaevi Ergens & Karabekova, 1980
- Gyrodactylus tomahuac Rubio-Godoy, Razo-Mendivil, García-Vásquez, Freeman, Shinn & Paladini, 2016
- Gyrodactylus tominagai Ogawa & Egusa, 1978
- Gyrodactylus tonii Ergens, 1970
- Gyrodactylus trairae Boeger & Popazoglo, 1995
- Gyrodactylus transvaalensis Prudhoe & Hussey, 1977
- Gyrodactylus trematomi Hargis & Dillon, 1968
- Gyrodactylus triglopsi Hansen, Alvestad, MacKenzie, Darrud, Karlsbakk & Hemmingsen, 2020
- Gyrodactylus truttae Gläser, 1974
- Gyrodactylus tulensis Ergens, 1988
- Gyrodactylus turkanaensis Přikrylová, Blažek, Maarten & Vanhove, 2012
- Gyrodactylus turnbulli Harris, 1986
- Gyrodactylus ulinganisus García-Vásquez, Hansen, Christison, Bron & Shinn, 2011
- Gyrodactylus umbrae Aioanei, 1994
- Gyrodactylus unami García-Vásquez, Razo-Mendivil & Rubio-Godoy, 2015
- Gyrodactylus unicopula Glukhova, 1955
- Gyrodactylus unipons Malmberg, 1970
- Gyrodactylus vancleavei Mizelle & Kritsky, 1967
- Gyrodactylus variabilis Mizelle & Kritsky, 1967
- Gyrodactylus varicorhini Ergens & Ibragimov, 1976
- Gyrodactylus vicinoides Ergens & Karimov, 1988
- Gyrodactylus vicinus Bychowsky, 1957
- Gyrodactylus vimbi Shulman, 1954
- Gyrodactylus viridae Lebedeva, Muñoz & Lumme, 2021
- Gyrodactylus viriosus Wellborn & Rogers, 1967
- Gyrodactylus wardi Kritsky & Mizelle, 1968
- Gyrodactylus wellborni Nowlin, 1968
- Gyrodactylus wilkesi Hargis & Dillon, 1968
- Gyrodactylus wuchangensis Yao, 2002
- Gyrodactylus xalapensis Rubio-Godoy, Paladini, García-Vásquez & Shinn, 2010
- Gyrodactylus xiamenensis Yang & Liu in Zhang, Yang & Liu, 2001
- Gyrodactylus xtachuna García-Vásquez, Razo-Mendivil & Rubio-Godoy, 2015
- Gyrodactylus xynus Kritsky, 2018
- Gyrodactylus yacatli García-Vásquez, Hansen, Christison, Bron & Shinn, 2011
- Gyrodactylus yukhimenkoi Ergens, 1978
- Gyrodactylus zapoteco García-Vásquez, Pinacho-Pinacho, Martínez-Ramírez & Rubio-Godoy, 2018
- Gyrodactylus zhukovi Ling, 1962
- Gyrodactylus zietarai Lebedeva, Muñoz & Lumme, 2021
- Gyrodactylus zimbae Vanhove, Snoeks, Volckaert & Huyse, 2011